# Магнитный секторный масс-анализатор
Магнитный масс-анализатор — устройство для пространственного и временного разделения ионов с различными значениями отношения массы к заряду, использующее для разделения магнитное поле.
Исторически первым масс-анализатором был магнит. Согласно физическим законам (сила Лоренца) траектория заряженных частиц в магнитном поле искривляется, а радиус кривизны зависит от массы частиц:
{\displaystyle {\frac {mv^{2}}{r}}=zvB}
Существуют различные геометрии магнитных масс-анализаторов, в которых измеряется либо радиус кривизны, либо магнитное поле. Магнитные масс-спектрометры имеют высокое разрешение и могут использоваться со всеми видами ионизации. Несмотря на значительные преимущества современных перед остальными (высокое разрешение, высокая точность измерений и большой рабочий диапазон масс), они обладают двумя основными «недостатками» — эти приборы большие как по размерам, так и по стоимости. Альтернативой магнитным масс-анализаторам является масс-анализатор ионно-циклотронного резонанса с Фурье-преобразованием.